# Russulaceae
Russulaceae là một họ nấm trong bộ Russulales, bao gồm khoảng 1900 loài đã được ghi nhận. Đây là một họ nấm có sự đa dạng về loài cùng với phân bố rộng rãi trên toàn thế giới.

## Phân bố
Trong họ nấm Russulaceae, chi Russula là loài phổ biến nhất, có thể được tìm thấy ở Bắc, Trung và Nam Mỹ, châu Âu, khu vực ôn đới và nhiệt đới châu Á, châu Phi, và châu Úc.

## Hệ thống và phân loại
Họ Russulaceae lần đầu tiên được đặt tên bởi khoa học người Đức Johannes Paulus Lotsy bao gồm ba chi: Russula, Lactarius, và Russulina (nay được coi là một từ loại của Russula). Ông đã nhấn mạnh các đặc điểm như thịt thăn, mỡ dày, các bào tử nhọn, và sợi nơ sữa và các tế bào hình tròn (sphaerocytes). Một cách sử dụng trước đây của "Russulariées" bởi nhà nhân chủng học người Pháp Ernst Roze năm 1876. Không được coi là một ấn bản hợp lệ, vì việc chấm dứt Latin thích hợp cho hạng họ này quy định tại điều 18.4 của mã số danh mục không được sử dụng
Loại của Russulaceae bao gồm: Lactariaceae được Ernst Albert Gäumann (1926), Asterosporaceae bởi Fernand Moreau (1953), David Pegler và Elasmomycetaceae của Thomas Young (1979). Họ thứ hai được để chứa các loài có statismosporic (không buộc cai nghiện) và các tử bào đối xứng, bao gồm cả tiểu sinh học trong Elasmomyces, Gymnomyces, Martellia, và Zelleromyces. Calonge và Martín đã làm giảm Elasmomycetaceae thành các từ loại với họ Russulaceae khi phân tích phân tử khẳng định mối quan hệ di truyền gần gũi giữa các tiểu và của Agaricus

### Vị trí của họ loại
Russulaceaee của Họ Nấm họ Russulaceae đã được phân loại với các loài có vỏ khác theo thứ tự Agaricales

### Hệ thống nội bộ
|  | \| \| Lactarius \| \| \| \| \| \| Multifurca \| \| \| \| |
|  |                                                          |
|  | Russula                                                  |
|  |                                                          |
|  | Lactarius                                                |
|  |                                                          |
|  | Multifurca                                               |
|  |                                                          |

|  | Lactarius  |
|  |            |
|  | Multifurca |
|  |            |

|  | \| \| Lactarius \| \| \| \| \| \| Multifurca \| \| \| \| |
|  |                                                          |
|  | Russula                                                  |
|  |                                                          |
|  | Lactarius                                                |
|  |                                                          |
|  | Multifurca                                               |
|  |                                                          |

|  | Lactarius  |
|  |            |
|  | Multifurca |
|  |            |

|  | \| \| Lactarius \| \| \| \| \| \| Multifurca \| \| \| \| |
|  |                                                          |
|  | Russula                                                  |
|  |                                                          |
|  | Lactarius                                                |
|  |                                                          |
|  | Multifurca                                               |
|  |                                                          |

|  | Lactarius  |
|  |            |
|  | Multifurca |
|  |            |

|  | \| \| Lactarius \| \| \| \| \| \| Multifurca \| \| \| \| |
|  |                                                          |
|  | Russula                                                  |
|  |                                                          |
|  | Lactarius                                                |
|  |                                                          |
|  | Multifurca                                               |
|  |                                                          |

|  | Lactarius  |
|  |            |
|  | Multifurca |
|  |            |

|  | \| \| Lactarius \| \| \| \| \| \| Multifurca \| \| \| \| |
|  |                                                          |
|  | Russula                                                  |
|  |                                                          |
|  | Lactarius                                                |
|  |                                                          |
|  | Multifurca                                               |
|  |                                                          |

|  | Lactarius  |
|  |            |
|  | Multifurca |
|  |            |

|  | \| \| Lactarius \| \| \| \| \| \| Multifurca \| \| \| \| |
|  |                                                          |
|  | Russula                                                  |
|  |                                                          |
|  | Lactarius                                                |
|  |                                                          |
|  | Multifurca                                               |
|  |                                                          |

|  | Lactarius  |
|  |            |
|  | Multifurca |
|  |            |

|  | \| \| Lactarius \| \| \| \| \| \| Multifurca \| \| \| \| |
|  |                                                          |
|  | Russula                                                  |
|  |                                                          |
|  | Lactarius                                                |
|  |                                                          |
|  | Multifurca                                               |
|  |                                                          |

|  | Lactarius  |
|  |            |
|  | Multifurca |
|  |            |

|  | \| \| Lactarius \| \| \| \| \| \| Multifurca \| \| \| \| |
|  |                                                          |
|  | Russula                                                  |
|  |                                                          |
|  | Lactarius                                                |
|  |                                                          |
|  | Multifurca                                               |
|  |                                                          |

|  | Lactarius  |
|  |            |
|  | Multifurca |
|  |            |

Nghiên cứu phát sinh loài phân tử 2008 đã làm rõ mối quan hệ giữa các loài nấm hình thành trong gia đình. Các tác giả sinh học đã chứng minh sự tồn tại bốn họ nấm khác nhau gilled, dẫn đến các mô tả về multifurca như một chi mới tách ra từ Russula